# Олимпийское перемирие
Олимпийское перемирие или экехейрия (от др.-греч. ἐκεχειρία, hekecheiría — снятие оружия) — старая греческая традиция, появившаяся в VIII веке до н. э., связанная с традицией Олимпийских игр. В 1992 году Международный олимпийский комитет возродил эту традицию, обратившись ко всем государствам с призывом соблюдать это перемирие.
В своей резолюции 48/11 от 25 октября 1993 года Генеральная Ассамблея ООН настоятельно призвала государства-члены:

…соблюдать «олимпийское перемирие» в течение периода, начинающегося за семь дней до открытия и заканчивающегося через семь дней после закрытия каждых Олимпийских игр.

Декларация тысячелетия Организации Объединённых Наций (утверждена резолюцией 55/2 Генеральной Ассамблеи от 8 сентября 2000 года):

10. Мы настоятельно призываем государства-члены соблюдать «олимпийское перемирие», индивидуально и коллективно, в настоящее время и в будущем, и поддерживать Международный олимпийский комитет в его усилиях по поощрению мира и взаимопонимания между людьми посредством спорта и воплощения олимпийских идеалов.

Современное Олимпийское перемирие носит характер декларативного воззвания (все резолюции генассамблеи ООН необязательны к исполнению, даже по отношению к подписантам) и не зафиксировано в Олимпийской хартии.
С 2004 года, в каждой Олимпийской деревне (на время проведения Игр) устанавливается «стена мира», на которой каждый может оставить свои пожелания или автограф.

## Случаи нарушения перемирия
Олимпийское перемирие было нарушено несколько раз с момента его возрождения в 1992 году:
- 2004 год: Иракская война, Война в Афганистане[6][7], Интифада Аль-Аксы[8].
- 2008 год: Война в Грузии[9].
- 2014 год: Референдум в Крыму[10].
  - В ответ США и Великобритания дипломатически бойкотировали Зимние Паралимпийские игры 2014 года.
- 2022 год: Российское вторжение на Украину[11].
  - В ответ Россия и Белоруссия (которая оказала военную поддержку) были отстранены от участия в зимних Паралимпийских играх 2022 года, а их спортсменам не будет разрешено выступать под их собственным флагом на летних Олимпийских играх 2024 года.
- 2024 год: Российское вторжение на Украину, Война в Газе, Операция «Длинная рука», Гражданская война в Мьянме[12].